# Discografie van Kris Kross Amsterdam
Hieronder volgt de discografie van het Nederlandse dj-trio Kris Kross Amsterdam, met name hun nummers met een notering in een hitlijst. 

## Singles
| Lied                                                        | Verschijnen       | Album                                                                   | Hitlijsten | Hitlijsten | Hitlijsten | Hitlijsten | Hitlijsten  | Hitlijsten  | Hitlijsten   | Hitlijsten   | Hitlijsten | Hitlijsten | Hitlijsten | Opmerkingen                                                                |
| Lied                                                        | Verschijnen       | Album                                                                   | BE (VL)    | BE (VL)    | BE (WA)    | BE (WA)    | NL (Top 40) | NL (Top 40) | NL (Top 100) | NL (Top 100) | GB         | US         | FR         | Opmerkingen                                                                |
| Lied                                                        | Verschijnen       | Album                                                                   | Piek       | Weken      | Piek       | Weken      | Piek        | Weken       | Piek         | Weken        | Piek       | Piek       | Piek       | Opmerkingen                                                                |
| ----------------------------------------------------------- | ----------------- | ----------------------------------------------------------------------- | ---------- | ---------- | ---------- | ---------- | ----------- | ----------- | ------------ | ------------ | ---------- | ---------- | ---------- | -------------------------------------------------------------------------- |
| Sex (met Cheat Codes)                                       | 19 februari 2016  | -                                                                       | 24         | 14         | 30         | 15         | 2           | 19          | 2            | 30           | 9          | tip15      | -          | gouden status in België                                                    |
| Are You Sure? (met Conor Maynard en Ty Dolla $ign)          | 23 december 2016  | -                                                                       | tip        | -          | tip        | -          | 15          | 11          | 25           | 14           | -          | -          | -          |                                                                            |
| Gone Is the Night (met Jorge Blanco)                        | 24 november 2017  | -                                                                       | tip        | -          | -          | -          | tip10       | -           | -            | -            | -          | -          | -          |                                                                            |
| Whenever (met The Boy Next Door en Conor Maynard)           | 22 juni 2018      | -                                                                       | 25         | 20         | tip2       | -          | 3           | 20          | 4            | 24           | 95         | -          | -          | gouden status in België                                                    |
| Vámonos (met Ally Brooke en Messiah)                        | 23 november 2018  | -                                                                       | tip        | -          | 32         | 6          | tip21       | -           | -            | -            | -          | -          | -          |                                                                            |
| Hij is van mij (met Maan, Tabitha en Bizzey)                | 21 december 2018  | -                                                                       | tip22      | -          | -          | -          | 1 (7 wk)    | 23          | 1 (7 wk)     | 72           | -          | -          | -          | vierdubbel platinastatus in Nederland                                      |
| Moment (met Kraantje Pappie en Tabitha)                     | 17 mei 2019       | -                                                                       | -          | -          | -          | -          | 3           | 20          | 5            | 33           | -          | -          | -          | vierdubbel platinastatus in Nederland / Alarmschijf bij Qmusic (Nederland) |
| Ik sta jou beter (met Nielson)                              | 26 juli 2019      | -                                                                       | tip3       | -          | -          | -          | 15          | 15          | 23           | 19           | -          | -          | -          |                                                                            |
| Ooh girl (met Conor Maynard en A Boogie Wit Da Hoodie)      | 23 augustus 2019  | -                                                                       | tip26      | -          | -          | -          | tip9        | -           | -            | -            | -          | -          | -          |                                                                            |
| Loop niet weg (met Tino Martin en Emma Heesters)            | 7 februari 2020   | Voor iedereen (van Tino Martin)                                         | -          | -          | -          | -          | 4           | 16          | 3            | 33           | -          | -          | -          | dubbel platinastatus in Nederland                                          |
| Mij niet eens gezien (met Lil' Kleine en Yade Lauren)       | 24 juli 2020      | -                                                                       | -          | -          | -          | -          | 19          | 6           | 4            | 19           | -          | -          | -          |                                                                            |
| Donderdag (met Bilal Wahib en Emma Heesters)                | 22 oktober 2020   | -                                                                       | tip        | -          | -          | -          | 29          | 4           | 37           | 6            | -          | -          | -          | gouden status in Nederland                                                 |
| Tranen (met Kraantje Pappie en Pommelien Thijs)             | 5 maart 2021      | -                                                                       | 14         | 9          | -          | -          | tip6        | -           | 73           | 1            | -          | -          | -          | gouden status in België                                                    |
| Early in the Morning (met Shaggy en Conor Maynard)          | 30 april 2021     | -                                                                       | 11         | 15         | -          | -          | 3           | 20          | 3            | 25           | -          | -          | -          |                                                                            |
| Alles wat ik mis (met Ronnie Flex en Emma Heesters)         | 16 mei 2021       | Altijd samen (van Ronnie Flex)                                          | tip21      | -          | -          | -          | 7           | 7           | 1 (1 wk)     | 17           | -          | -          | -          |                                                                            |
| Increíble (met Rolf Sanchez)                                | 30 juli 2021      | -                                                                       | -          | -          | -          | -          | 32          | 5           | 63           | 7            | -          | -          | -          |                                                                            |
| Vluchtstrook (met Antoon en Sigourney K)                    | 26 november 2021  | Engel (van Antoon), Echte meisjes huilen niet (van Sigourney K)         | 2          | 30         | -          | -          | 2           | 24          | 1 (2 wk)     | 94           | -          | -          | -          | dubbel platinastatus in Nederland                                          |
| Vanavond (Uit m'n bol) (met Donnie en Tino Martin)          | 25 maart 2022     | De kibbelingsound (van Donnie), Dit is het levenslied (van Tino Martin) | -          | -          | -          | -          | 7           | 12          | 2            | 76           | -          | -          | -          | Dubbelplatina status in Nederland                                          |
| Adrenaline (met Ronnie Flex en Zoë Tauran)                  | 15 september 2022 | Zoë Tauran (van Zoë Tauran)                                             | 8          | 24         | -          | -          | 6           | 18          | 6            | 52           | -          | -          | -          | platina status in Nederland / Alarmschijf bij Qmusic                       |
| Der af (Oya lélé) (met Donnie en Roxeanne Hazes)            | 9 februari 2023   | -                                                                       | -          | -          | -          | -          | 36          | 3           | 29           | 7            | -          | -          | -          |                                                                            |
| How You Samba (met Sofía Reyes en Tinie Tempah)             | 12 mei 2023       | -                                                                       | 17         | 14         | -          | -          | 1 (4 wk)    | 19          | 4            | 19           | -          | -          | -          | Platina in Nederland                                                       |
| "Stay (Never Leave)" (met SERA en Conor Maynard)            | 6 oktober 2023    | -                                                                       | 24         | 17         | -          | -          | 3           | 24          | 17           | 22           | -          | -          | -          |                                                                            |
| "Zomer in m'n bol" (met André Hazes, Tino Martin en Donnie) | 16 februari 2024  | -                                                                       | -          | -          | -          | -          | tip8        | -           | 83           | 1            | -          | -          | -          |                                                                            |
| "Queen of My Castle" (met Inna)                             | 26 april 2024     | -                                                                       | -          | -          | -          | -          | 9           | 20          | 32           | 20           | -          | -          | 74         |                                                                            |
| ¨Vleugels¨ (met Antoon en Zoe Tauran)                       | 5 september 2024  | -                                                                       | -          | -          | -          | -          | 39          | 4           | 36           | 8            | -          | -          | -          |                                                                            |
| ¨Mr. Lie to Me (met EYLR)                                   | 13 februari 2025  | -                                                                       | -          | -          | -          | -          | tip1        | -           | -            | -            | -          | -          | -          |                                                                            |
| ¨Ze komt uit Amsterdam¨ (met Tabitha en André Hazes jr.)    | 12 juni 2025      | -                                                                       | -          | -          | -          | -          | 28          | 6           | 15           | 8            | -          | -          | -          |                                                                            |